# Каргали (Отирарський район)
Каргали́ (каз. Қарғалы) — село у складі Отирарського району Туркестанської області Казахстану. Адміністративний центр Каргалинського сільського округу.
До 1996 року село називалось 30 літ Казахстану.
Населення — 653 особи (2021; 933 у 2009, 941 у 1999, 915 у 1989).